# Vallgorguina
Vallgorguina là một đô thị ở comarca Vallès Oriental, 
Catalonia, Tây Ban Nha. Đô thị này nằm giữa các dãy núi Corridor và Montnegre. Đường bộ kết nối đô thị này với Sant Celoni và Arenys de Munt.

## Thông tin nhân khẩu
| 1900 | 1930 | 1950 | 1970 | 1986 | 2001 |
| ---- | ---- | ---- | ---- | ---- | ---- |
| 708  | 609  | 603  | 429  | 647  | 1881 |